# Pacific (paquebot de 1850)
Le Pacific est un paquebot américain de la Collins Line mis en service en 1850. Il est le jumeau de l'Atlantic, du Baltic (en) et de l'Arctic. En 1856, deux ans après le meurtrier naufrage de ce dernier, le Pacific lui-même disparaît après avoir quitté les côtes britanniques à destination de New York. Les raisons de sa disparition restent un mystère, mais l'hypothèse d'une collision avec un iceberg, évoquée à l'époque, est en partie corroborée par la découverte aux Hébrides en 1861 d'un message dans une bouteille évoquant cette cause.

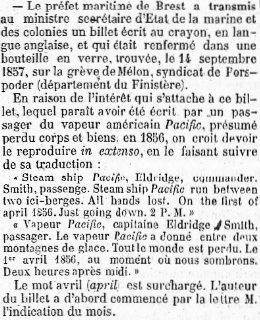
Article du journal La Presse décrivant la trouvaille à Melon (en Porspoder) le 14 septembre 1857 d'une bouteille contenant un billet en langue anglaise relatant le naufrage du paquebot américain Pacific disparu corps et biens.

En 1991, une épave découverte au large du pays de Galles est identifiée comme pouvant être celle du Pacific, mais cette hypothèse a été infirmée par la découverte d'objets postérieurs au naufrage.